# Guido Iván Minda Chalá
Guido Iván Minda Chalá (Apuela, Cantão Cotacachi, Província de Imbabura, 20 de fevereiro de 1960) é um clérigo católico romano equatoriano e bispo de Santa Elena.

## Biografia
Guido Iván Minda Chalá estudou filosofia no Seminário Maior Nuestra Señora de la Esperanza de Ibarra e teologia na Universidade de Navarra, como aluno do Colegio Eclesiástico Internacional Bidaosa, em Pamplona. Em 27 de junho de 1998, foi ordenado sacerdote pelo Bispo de Ibarra, Dom Antonio Arregui. Em 2004 obteve a licenciatura em filosofia pela Universidade de Navarra.
Durante o seu ministério sacerdotal desempenhou os seguintes cargos: Vigário Paroquial na Paróquia Santísimo Sacramento (1998-1999); Pároco da Paróquia La Esperanza e Diretor do Seminário Menor de Ibarra (1999-2002); formador e Secretário do Seminário Maior (2004-2005). Na época de sua nomeação, era Pároco de Salinas, Vigário Episcopal para o Clero, Membro do Conselho Presbiteral e também Administrador da Paróquia La Carolina.
Papa Bento XVI o nomeou em 4 de novembro de 2009 como bispo auxiliar de Guayaquil e Bispo titular de Nisa em Lycia. O Arcebispo de Guayaquil, Antonio Arregui, o consagrou bispo em 28 de novembro na Catedral de San Pedro de Guayaquil; os co-consagrantes foram Julio César Terán Dutari SJ, Bispo de Ibarra, e Giacomo Guido Ottonello, Núncio Apostólico no Equador.
Como bispo auxiliar, Mons. Ivan Minda foi vigário geral da arquidiocese de Guayaquil e vigário do Vicariato do Sul, Sudoeste e Daule-Barzar. Foi membro dos Órgãos Consultivos da Arquidiocese, responsável pela Pastoral Afro, pela Pastoral Litúrgica e pela Vida Consagrada. Na Conferência Episcopal do Equador, Minda Chalá foi presidente da Comissão para a Cultura de 2017 a 2020.
De 13 de outubro de 2018 a 1º de fevereiro de 2020, foi Administrador Apostólico da Diocese de Ibarra.
Em 2 de fevereiro de 2022, o Papa Francisco fez a ereção canônica da Diocese de Santa Helena e o nomeou primeiro bispo.

Iván Minda foi o primeiro afro-equatoriano a ser ordenado bispo católico romano.